# 河野眞
河野 眞（こうの しん、1946年 - ）は、日本のドイツ文学研究者、民俗学者、愛知大学教授。

## 来歴・人物
兵庫県伊丹市出身。伊丹市立伊丹高等学校を経て、京都大学文学部独文学科卒業、同大学院修士課程修了。愛知大学教養部教授を経て、1998年国際コミュニケーション学部の新設とともに同学部教授、同学部長を務めた。2002年大学院国際コミュニケーション研究科の新設とともに同研究科長を務めた。2006年「ドイツ民俗学とナチズム」で京大文学博士。
1975から77年にかけてDAAD（ドイツ学術交流会）奨学生としてドイツ留学中に民俗学へも関心を広げ、キリスト教圏における巡礼地の調査など宗教民俗学に取り組んだ。日本への情報の空白を痛感してドイツ民俗学の学史理解にも重点をおいた。ドイツ民俗学の戦後の展開についての系統的な紹介と、ドイツ民俗学を活用した文化理解を試み、現代フォークロア研究について方法論を提唱している。海外の研究動向への注目を重視した北見俊夫(筑波大学教授)に誘われて日本民俗学会に入会した。北見俊夫の手堅い研究と、大学院の先輩にあたる坂井洲二の日常文化研究における先見性に敬意を寄せる一方、ドイツ民俗学の知見を背景に阿部謹也の西洋理解の問題点を早くから指摘している。単著と単訳書の他に、これまで日本で紹介されていなかったドイツの民俗学者たちの論文を愛知大学の紀要などにしばしば訳載しており、なかにはドイツ民俗学会機関誌の特集（2001年）「ヨーロッパ諸国のハロウィン」のような比較的大きなもの（12論文から構成）もある。博物館学の高橋貴とともに愛知大学民具陳列室の運営にたずさわり、民具・民芸についても論じている。

## 単著
- ドイツ民俗学とナチズム 創土社 2005
- フォークロリズムからみた今日の民俗文化 創土社 2012
- 民俗学のかたち － ドイツ語圏の学史にさぐる 創土社 2014
- ドイツ文学と民俗学 － ファウストとシンデレラ 創土社 2016 （＝タイトルおよび出版年月日が相違する別版？ 「ファウストとシンデレラ － 民俗学からドイツ文学の再考に向けて」）
- ドイツ民藝論 創土社 2017

## 翻訳
- 民衆バロックと郷土－南東アルプス文化史紀行 （原書 1961）レーオポルト・クレッツェンバッハー 名古屋大学出版会 1988
- オーストリア民俗学の歴史（原書 1951） レーオポルト・シュミット 名著出版 1992
- ヨーロッパの巡礼地 （原書 1950）ルードルフ・クリス、レンツ・レッテンベック（＝レンツ・クリス＝レッテンベック） 文楫堂 2004
- 科学技術世界のなかの民俗文化（原書初版 1961） ヘルマン・バウジンガー 文楫堂 2005
- 南西ドイツ シュヴァーベンの民俗－年中行事と人生儀礼 （原書 1986）ヘルベルト・シュヴェート&エルケ･シュヴェート 文楫堂 2009
- フォルクスクンデ ・ ドイツ民俗学 － 上古学の克服から文化分析の方法へ』（原書初版 1971） ヘルマン・バウジンガー 文緝堂 2010
- ヨーロッパ・エスノロジーの形成/ドイツ民俗学史（原書初版 1969 改訂第三版 2003） インゲボルク・ヴェーバー＝ケラーマン 文緝堂 2011
- ドイツ人はどこまでドイツ的？―国民性をめぐるステレオタイプ・イメージの虚実と因由 （原書初版 2000）ヘルマン・バウジンガー 文緝堂 2012
- 法民俗学の輪郭 － 中世以後のドイツ語圏における町村体と民衆生活のモデル （原書 1974） カール＝ジーギスムント・クラーマー 文緝堂 2015

## 論文
- 河野眞「ドイツ民俗学におけるローマ・カトリック教会とナチズム:特にゲオルク・シュライバーを中心とした宗教民俗学の位置付けをめぐって(1) (特集:異文化とコミュニケーション 松下智教授退職記念号)」『文明21』第4巻、愛知大学国際コミュニケーション学会、2000年、7-25頁、ISSN 1344-4220、CRID 1050564288436315520。
- 河野眞「ドイツ民俗学におけるローマ・カトリック教会とナチズム:特にゲオルク・シュライバーを中心とした宗教民俗学の位置付けをめぐって(その2)」『文明21』第5巻、愛知大学国際コミュニケーション学会、2000年、1-27頁、ISSN 1344-4220、CRID 1050282813459605760。